# Agathodes thomensis
Agathodes thomensis là một loài bướm đêm trong họ Crambidae.